# 接触連星

接触連星のモデル図

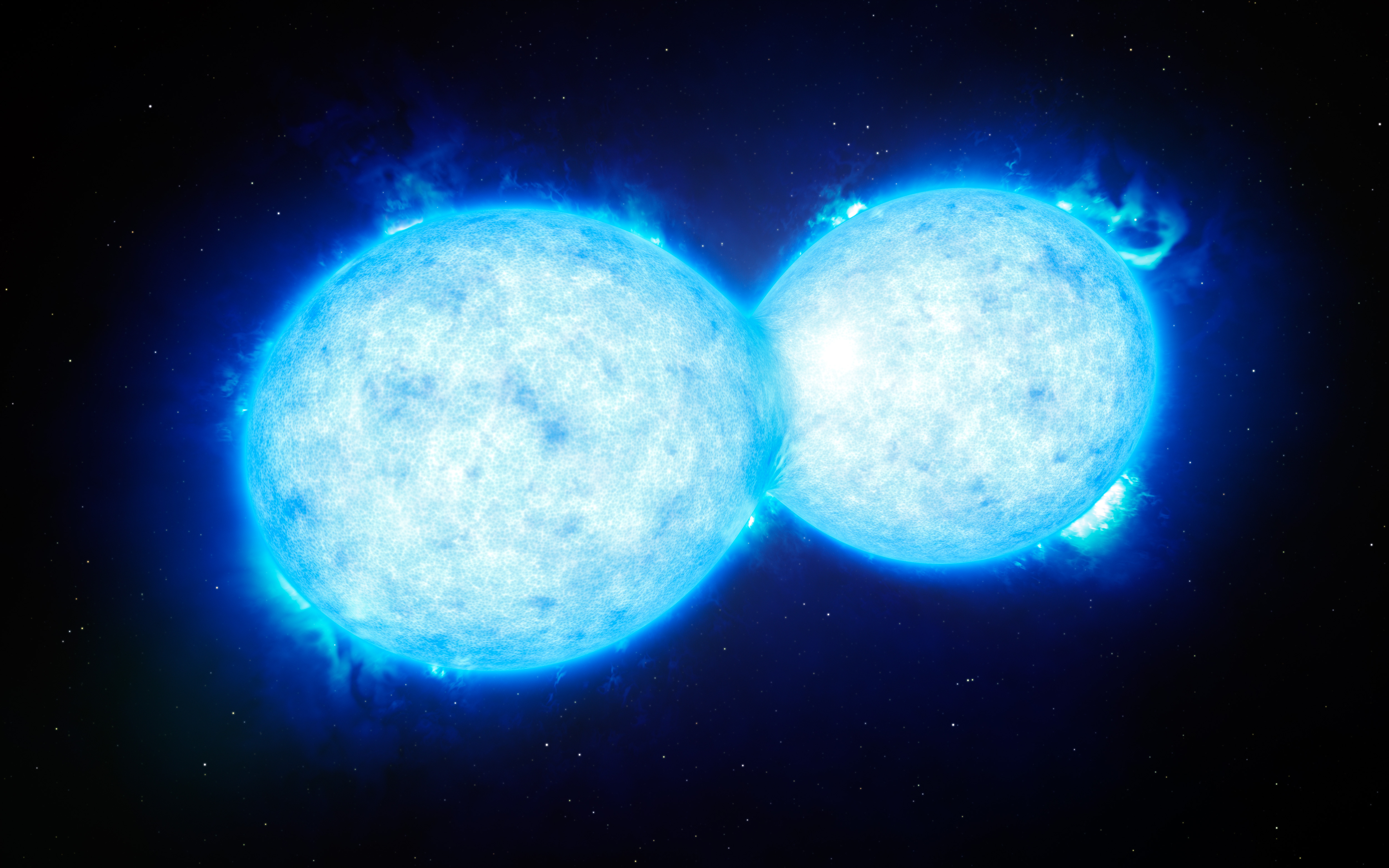
過剰接触連星・VFTS 352の想像図

接触連星(Contact binary)は、恒星間の距離が近すぎて表面が接触しているか、あるいは融合してガスの外層を共有しているような連星である。外層を共有する連星のことは、特に過剰接触連星(Overcontact binary)という。既知のほとんど全ての接触連星は食連星でもあり、食接触連星のことは、代表的なおおぐま座W星の名前を取っておおぐま座W型変光星という。
接触連星は、共通外層(Common envelope)と混同されることが多い。しかし、接触連星が数千万年から数十億年に及ぶ恒星の生涯を通して安定な形態を指すのに対して、共通外層は数ヶ月から数年間のタイムスケールで、外層から外れたり融合したりと連星の進化の途上にあるものを指す。